# 1,1,1,2,3,3,3-heptafluorpropaan

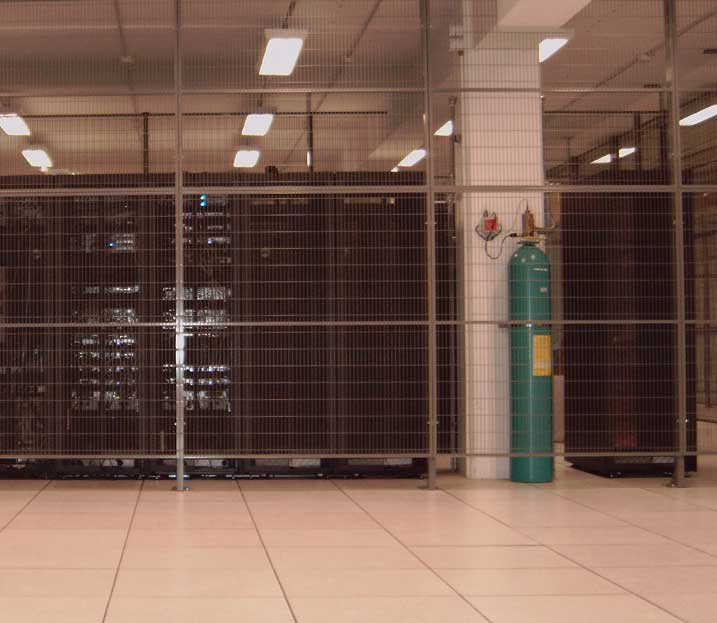
Een fles met FM200 (heptafluorpropaan) in een datacenter.

1,1,1,2,3,3,3-heptafluorpropaan, ook bekend als R227 of HFK-227ea en meestal kortweg heptafluorpropaan genoemd, is een kleurloze en gasvormige gefluoreerde koolwaterstof.
Het is niet ontvlambaar en niet toxisch, en het tast de ozonlaag niet aan. Daarom wordt het als alternatief voor cfk's gebruikt als blusmiddel (eventueel in een mengsel met andere gefluoreerde koolwaterstoffen), in het bijzonder voor het beschermen van ruimten met computer- en telecommunicatieapparatuur ter vervanging van Halon. Halon 1211 of broomchloordifluormethaan werd tot 2004 vooral gebruikt bij draagbare brandblusapparaten. Halon 1301 (broomtrifluormethaan) werd gebruikt in stilstaande blusinstallaties.
Een tweede toepassing is als drijfgas in aerosolen. Het is ook geschikt voor farmaceutische aerosolen met bijvoorbeeld astma-medicatie.
De stof heeft wel een hoog aardopwarmingsvermogen. De levensduur van het gas in de atmosfeer wordt geschat op 31 à 42 jaar.
Heptafluorpropaan is een zwaar gas, 5,9 keer zwaarder dan lucht. De kritische temperatuur bedraagt 100 °C.

## Synthese
Heptafluorpropaan kan gevormd worden door de hydrofluorering van hexafluorpropeen met waterstoffluoride, met als katalysator bijvoorbeeld actieve kool,
{\displaystyle {\ce {F2C=CF-CF3 + HF -> F3C-CHF-CF3}}}
Deze reactie is een voorbeeld van een anti-Markovnikov-reactie. Het waterstofatoom wordt verwacht op de eindstandige positie en niet op het centrale koolstofatoom. Ten gevolge van de twee fluoratomen op de eindstandige positie is de elektronendichtheid daar lager dan op het centrale koolstofatoom. Dit komt doordat fluor de grootste elektronegativiteitswaarde van alle elementen bezit, en daardoor de elektronen aanzuigt.